# Sankt Rochusspital
Das Sankt Rochusspital war ein Spital im 14. Wiener Gemeindebezirk Penzing in der Cumberlandstraße 53.

## Geschichte
Das Spital beruhte auf einer Stiftung des auf einer Reise nach Jerusalem verstorbenen Malers Eduard Gurk. Das zwei- beziehungsweise teilweise dreigeschoßige Spital wurde 1859 errichtet.
Einer anderen Quelle zufolge wurde das Sankt Rochusspital als Notspital während des Deutschen Kriegs von 1866 für verwundete und kranke Soldaten von der Italienfront errichtet.
Der Umstand, dass in der preußischen Armee die Cholera ausbrach und viele der im Raum Penzing erkrankten Zivilisten hier eingeliefert wurden, bereitete den Weg vom Militär- zum Zivilkrankenhaus. Ab ungefähr 1870 diente es nur noch als Ortskrankenhaus.
Aufgrund eines Abkommens der Gemeinde Wien mit dem Land Niederösterreich vom 1. Dezember 1891 wurden 1892 das
- „Kaiserin-Elisabeth-Spital in Rudolfsheim“ (rechtlicher Übernahmetag 23. Jänner 1892), das
- Wilhelminenspital, das
- Kronprinzessin-Stephanie-Spital, das
- Sankt Rochus-Spital in Penzing und
- die Gebäude des ehemaligen Bezirksspitals Sechshaus

von der Stadt Wien übernommen.
Im Jahr 1901 wurde unter Bürgermeister Karl Lueger daran angrenzend die Kaiser-Franz-Joseph-Landwehrkaserne errichtet, die nach dem Ersten Weltkrieg in ein Versorgungsheim (später: Altersheim) umgewidmet wurde.
Am 25. Februar 1958 beschloss der Wiener Gemeinderat, das ehemalige Rochusspital als Krankenabteilung des Altersheims Baumgarten auszugestalten. Für den Umbau wurden 5,8 Millionen Schilling veranschlagt.
Eröffnet wurde die neue Krankenabteilung mit 110 Betten des Altersheims Baumgarten am 27. Mai 1961 durch Bürgermeister Franz Jonas unter dem Namen Sankt Rochus-Heim.
Auf der Website des vom Wiener Krankenanstaltenverbund geführten Geriatriezentrum Baumgarten wird das Sankt Rochus-Heim aktuell nicht mehr genannt, es wurde mit Juli 2005 geschlossen und mittlerweile abgerissen. Das Grundstück wurde verkauft.